# Briljant
För fågelsläktet Heliodoxa, se briljanter

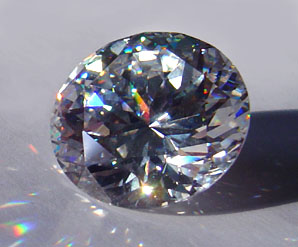
En briljantslipad kubisk zirkonia.

Briljant är en vanligt förekommande slipning för diamanter och andra ädelstenar samt smyckestenar som bergkristall och syntetiska stenar.

## Fullslipad briljant

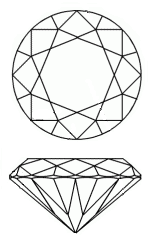
Briljantens slipning.

En briljant som är fullslipad har 58 fasetter om bordet och underdelens spetsfasett (kuletten) räknas. I dagligt tal säger man dock oftast att slipningen består av 56 fasetter. Fasetterna är fördelade med en större överst (bord eller taffel), 32 fasetter på överdelen och 24 på underdelen samt kuletten. Kuletten är den lilla plana ytan vid basen av en gammalslipad briljant. Numera har briljanterna ingen kulett utan är spetsiga. Även rondisten, som åtskiljer briljantens över- och underdel, fasetteras ibland. Stenarnas reflektion är starkt beroende av slipproportionerna. 
Spillet vid en briljantslipning varierar från som lägst 30 % till som mest 70 % och beror främst på utgångsmaterialet och hur rådiamantens kristalliserats.

## Värde
Värdet på en briljantslipad diamant beror förutom på vikten, färgen och renheten även betydligt av slipningens proportioner och kvalitet. Slipkostnaden för en briljantslipad diamant överstiger sällan 5 % av dess slutliga pris.